# Ingénieur des études et techniques de l'armement
En France, le corps des ingénieurs des études et techniques de l'armement (IETA), constitue un des corps d'ingénieurs militaires de la direction générale de l'Armement (DGA). Ils sont destinés à occuper, dans une première partie de carrière, des postes de haut niveau technique au sein des différents centres d'expertise et d'essais de la DGA, dans les services chargés de la conduite des programmes d'armement, de la préparation du futur ou encore de la maintenance aéronautique.
Ils évoluent, dans une deuxième partie de carrière, vers des postes de management, des postes au sein des équipes de direction, tant à la DGA que dans d'autres organismes nationaux ou internationaux.
Le corps des IETA comprend des officiers de carrière, des officiers sous contrat ainsi que des réservistes.

## Recrutement
Les IETA sont recrutés par trois voies :
- sur concours au niveau maths spé (bac + 2), pour intégrer l'École nationale supérieure de techniques avancées Bretagne (ENSTA Bretagne) à Brest où ils reçoivent une formation d'ingénieur. Le cursus est de 4 ans : la première année, également appelée « année 0 », est effectuée dans un corps d'armée. Les trois années qui suivent (années 1, 2 et 3), se déroulent à l'ENSTA Bretagne et se concluent par l'obtention du diplôme d'ingénieur de l'ENSTA Bretagne. Les IETA de la spécialité aéronautique suivent une partie de leur cursus (années 2 et 3) à l'Institut supérieur de l'aéronautique et de l'espace (ISAE) à Toulouse.
- sur concours sur titre pour les candidats civils âgés de vingt-sept ans au plus et titulaires d'un diplôme d'ingénieur;
- sur concours interne pour le personnel civil et militaire du ministère des Armées titulaire d'un diplôme d'ingénieur et cumulant au moins quatre années de services.

## Formation
Les IETA recrutés sur concours maths spé sont appelés fin août ou début septembre de l'année de leur concours pour une formation humaine et militaire qui commence à l'École polytechnique. Là, ils sont intégrés aux compagnies des polytechniciens et reçoivent les bases de l'instruction militaire pendant une semaine avant de rejoindre, pour 3 semaines, le camp de La Courtine pour compléter cette formation. Jusqu'à la promotion 2012 incluse, celle-ci avait lieu au CIECM à Barcelonnette.
Ensuite, les élèves rejoignent l'école de formation d'officier correspondant à l'armée dans laquelle ils ont choisi de servir. Le choix parmi les postes proposés, en dehors du quota de postes pour les polytechniciens, se fait la plupart du temps par consensus. Cela permet aux élèves de recevoir un complément de formation militaire et technique plus adapté à leurs neuf mois de poste en gendarmerie, en caserne chez les pompiers de Paris ou les marins-pompiers de Marseille, dans l'armée de terre, l'armée de l'air ou la Marine nationale (éventuellement au sein de la DGA en cas d'inaptitude).
Les trois années du cycle ingénieur des élèves IETA sont identiques à celles suivies par les étudiants civils de l'ENSTA Bretagne, à ceci près qu'ils reçoivent une solde en raison de leur engagement avec la DGA. Les élèves militaires ne revêtent leur uniforme d'ingénieur militaire qu'à l'occasion des cérémonies militaires comme le passage du fanion entre promotions ou les cérémonies des couleurs mais ne portent pas l’uniforme lors des enseignements, sauf lors de conférences importantes où sont invités des intervenants extérieurs prestigieux et des soutenances orales.
Les deux particularités, hors enseignements à proprement parler, sont :
- Le passage par un cycle de formation militaire (formation administrative et militaire des IETA) en remplacement du stage opérateur en entreprise de fin de première année académique. Ces deux semaines de conférences se déroulent à DGA Formation à Arcueil.
- La participation en deuxième année au séminaire interarmées des grandes écoles militaires (SIGEM) qui a lieu tous les ans à l'école militaire de Paris.

## Statuts
Les élèves reçus au concours militaire de l'ENSTA Bretagne ont désormais le statut d'engagé puis de contractuel durant leur scolarité. Ils ont un statut d'aspirant pendant 2 ans (1er échelon en Année 0 puis 2e échelon en Année 1). Ensuite, ils deviennent officiers sous contrat avec le grade d'ingénieur (1er échelon en Année 2 puis 2e échelon en Année 3). Ce n'est qu'après l'obtention du diplôme d'ingénieur de l'ENSTA Bretagne qu'ils passent officiers de carrière dans le corps des IETA. Les élèves IETA choisissant la branche aéronautique ou télécommunications effectuent leur Année 2 et Année 3 à l'ISAE SUPAERO. À la fin de leur scolarité, ils obtiennent alors le diplôme d'ingénieur de l'ISAE SUPAERO.
Les années en tant qu'engagé et contractuel sont prises en compte pour le calcul des retraites. Cependant, un élève doit ensuite 6 ans et non plus 4 ans à l'État. Le statut général des militaires prévoit le redoublement d'une année.

## Grades
- Ingénieur général de première classe (IG1)
- Ingénieur général de deuxième classe (IG2)
- Ingénieur en chef de première classe (IC1)
- Ingénieur en chef de deuxième classe (IC2)
- Ingénieur principal (IP)
- Ingénieur (échelon 6 à 10)
- Ingénieur (échelon 2 à 5) - Année 3
- Ingénieur (1er échelon) - Année 2
- Aspirant - Année 0 et année 1

## Historique

### Création
Le corps des IETA a été institué par la loi 67-1115 du 21 décembre 1967 commune avec le corps des ingénieurs de l’armement. Le décret 68-248 du 19 mars 1968 en fixe le statut.
Ont été intégrés par fusion dans le corps des IETA, les corps d'ingénieurs militaires suivants (avec extinction progressive par arrêt des recrutements dans ces corps) :
- ingénieurs des directions de travaux des constructions et armes navales (corps créé en 1929, rattaché à la Marine nationale), qui succédait à trois corps :
  - celui des ingénieurs des directions de travaux des constructions navales ;
  - celui des ingénieurs des directions de travaux de l'artillerie navale ;
  - celui des ingénieurs des directions de travaux du cadre latéral) ;
- ingénieurs militaires des travaux de l'air (IMTA) (corps créé en 1943 par la remilitarisation des ingénieurs des travaux aéronautiques de l'État[3] ;
- ingénieurs chimistes du service des poudres (corps créé en 1935) ;
- ingénieurs des travaux de poudreries (corps également créé en 1935, ces deux corps relevaient du service des poudres. Toutefois pendant la seconde guerre mondiale, ces corps ont été dissous au profit d'un nouveau corps d'ingénieurs des fabrications chimiques[4] créé au sein du ministère de la Production industrielle et du Travail) ;
- ingénieurs des travaux d'armement (corps créé en 1935) ;
- ingénieurs militaires des travaux des télécommunications (corps créé en 1951, relevant de la direction des études et fabrications d'armement[5]).

Les trois corps d’ingénieurs des directions des travaux des autres services de la marine (commissariat, transmissions et service hydrographique) ont été intégrés en 1970. Les ingénieurs des directions de travaux maritimes (IETTM) ont suivi une voie distincte en demeurant au sein de la Marine.
En 1979, une refonte statutaire uniformise le statut des IETA et celui des ingénieurs des études et techniques de travaux maritimes (IETTM) par un décret du 27 décembre 1979. Ce nouveau statut formalise l'accès au grade d'ingénieur général (IGETA), le grade d'ingénieur en chef de première classe (colonel) et le taux maximal d'effectif féminin.
La dernière évolution statutaire des IETA résulte d'un décret de 2008 . Les IETA formaient jusqu'en 2015 les corps d'officiers de l'armement avec les officiers du corps technique et administratif de l'armement (OCTAA). Le corps des OCTAA est aujourd’hui éteint et reversé au corps des commissaires des armées).

### Effectifs
En 1996, l'effectif du corps atteint un maximal avec 1881 officiers d'active.
En 2000, le corps comptait 1797 ingénieurs (hors réserve) répartis comme suit : 873 I, 453 IP, 367 IC2, 102 IC1, 2 IG2.
Fin 2017, le corps des IETA comptait 1290 actifs et moins d’une centaine de réservistes. Cette déflation de près d'un quart des effectifs en 10 ans résulte de la sortie de la Direction des constructions navales de la DGA, tout d'abord en service à compétence national, puis en société Naval Group (ex-DCNS).